# Dicle (district)
Dicle is een Turks district in de provincie Diyarbakır en telt 44.610 inwoners (2007). Het district heeft een oppervlakte van 705,0 km².
Dicle is de Turkse benaming voor de Tigris, vanouds Hiddeqel, die hier ontspringt.
De bevolkingsontwikkeling van het district is weergegeven in onderstaande tabel.
| 1997   | 2000   | 2007   |
| ------ | ------ | ------ |
| 38.377 | 39.861 | 44.610 |